# Cupiennius valentinei
Cupiennius valentinei là một loài nhện trong họ Ctenidae.
Loài này thuộc chi Cupiennius. Cupiennius valentinei được Alexander Petrunkevitch miêu tả năm 1925.